# Magni Australia
L'Australia è una motocicletta da strada prodotta dalla casa italiana Magni. Introdotta nel 1993, nel 1998 è stata aggiornata e rinominata Australia 98.

## Storia del progetto

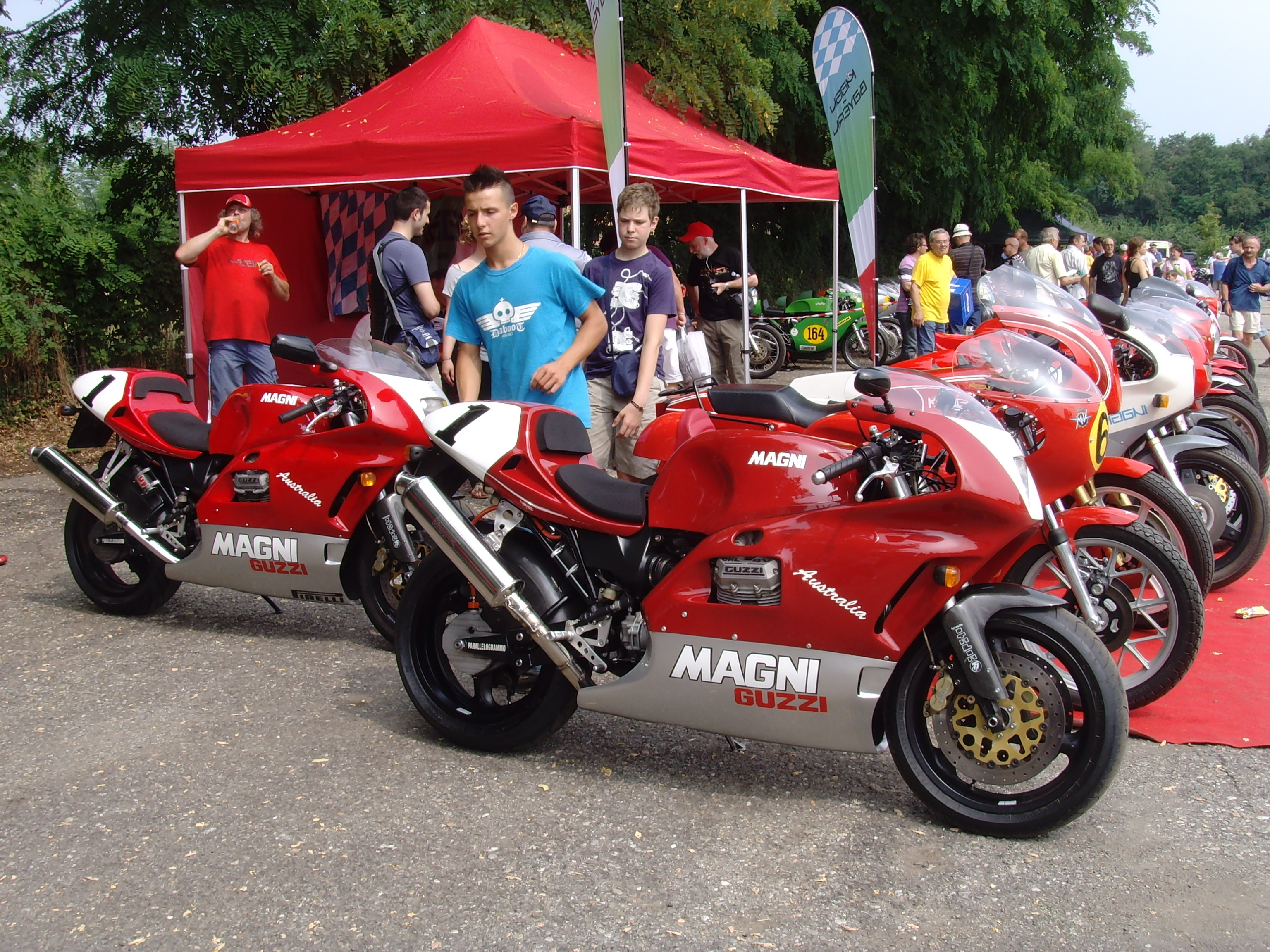
Un'Australia 98 ad un raduno di Magni

Nel 1990 la Magni realizzò un prototipo da competizione, montando nella ciclistica della con un Guzzi Daytona 4 valvole, impiegato da team privati in competizioni riservate a bicilindrici. In particolare, due di queste furono acquistate da Ted Stolarski, importatore Magni con sede nell'Australia Occidentale
Le moto risultarono competitive, ottenendo risultati anche di rilievo, in particolare una vittoria e alcuni podi, in diverse gare in Australia e Nuova Zelanda.
Stolarski portò la Magni in un "tour" di tre mesi negli Stati Uniti supportato dalla stessa Magni, che gli affiancò il meccanico Amedeo Castellani. La moto ai comandi di Owen Coles ottenne risultati di rilievo, tra cui una vittoria al Circuito di Moroso a Palm Beach, California, e un terzo posto al Circuito di Savannah, nella Georgia del Sud.
Tali successi spinsero Stolarski a chiedere all'azienda una versione stradale di tale moto, che prese quindi il nome di "Australia".
La moto, presentata nel 1993, differiva dalla versione da competizione nel telaio privo delle culle inferiori e dotato di sospensione posteriore a monoammortizzatore, nell'impianto di scarico riprogettato, nell'impianto elettrico, oltre che per la presenza degli accessori necessari alla circolazione su strada (fanali, frecce, portatarga, airbox d'aspirazione, etc.).
L'Australia, che impiegava soluzioni direttamente derivate dalle moto del Campionato Australiano BEARS ed era equipaggiata con il motore Moto Guzzi a quattro valvole della Daytona e con l'ultima generazione di pneumatici radiali Pirelli Dragon, fu commercializzata ad un prezzo di oltre 24 milioni di lire. La stampa la definì "una Ferrari su due ruote".
Nel 1998 l'Australia fu sottoposta ad un leggero aggiornamento, impiegando il motore della Moto Guzzi Daytona RS e anche il telaio era differente, con una nuova inclinazione del canotto di sterzo di 24°. La nuova versione fu commercializzata come "Australia 98".
Complessivamente, sono stati prodotti 75 esemplari di Australia e 50 di Australia 98.